# 시미즈 게이키
시미즈 게이키(일본어: 清水 慶記, 1985년 12월 10일 ~ )는 일본의 축구 선수이다.

## 구단 경력
그는 2008년부터 2023년까지 J리그의 오미야 아르디자, 더스파구사쓰 군마, 블라우블리츠 아키타에서 활동하였다.